# 拉茲格勒峰
62°32′39″S 59°42′38″W / 62.54417°S 59.71056°W

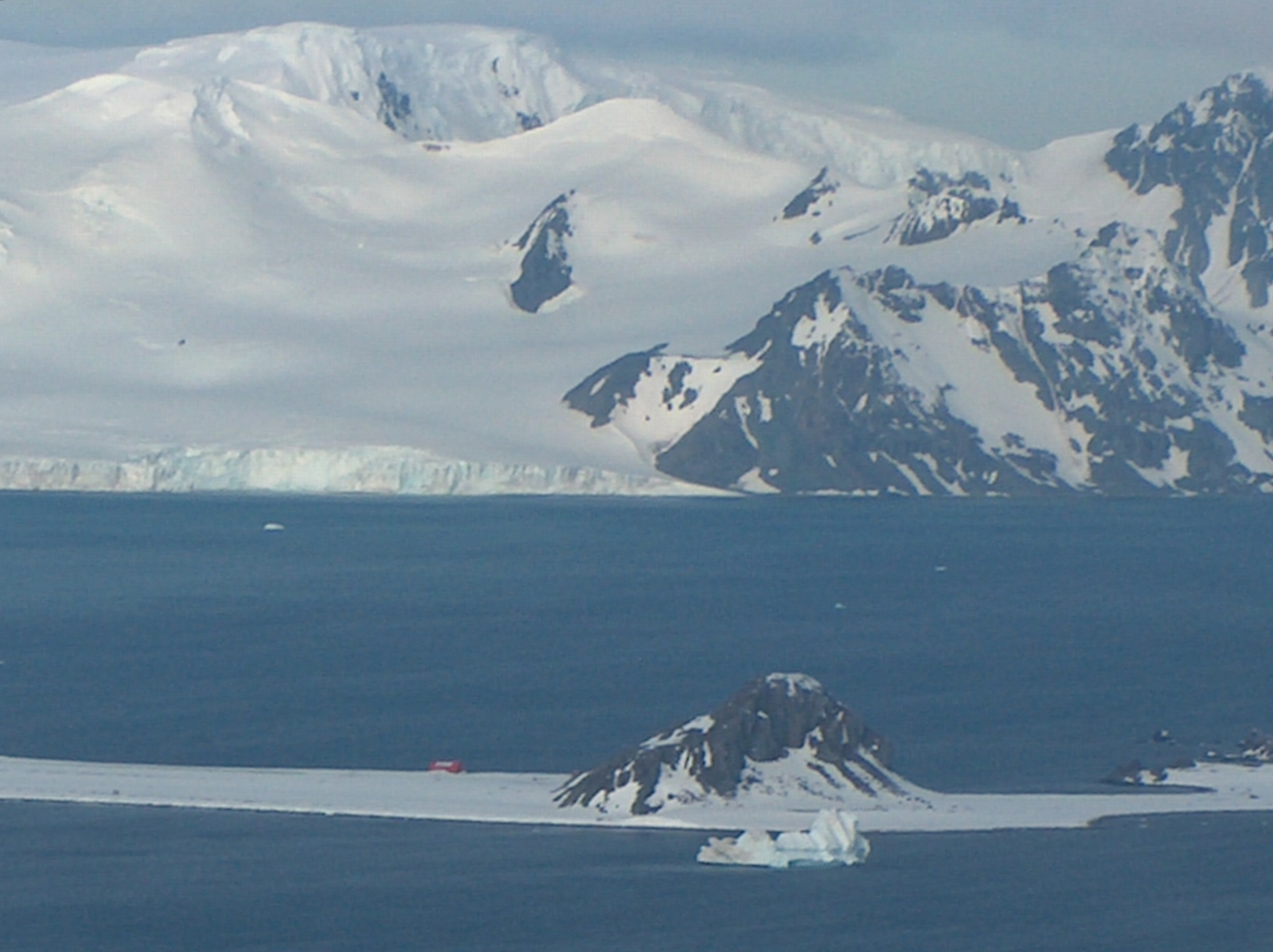

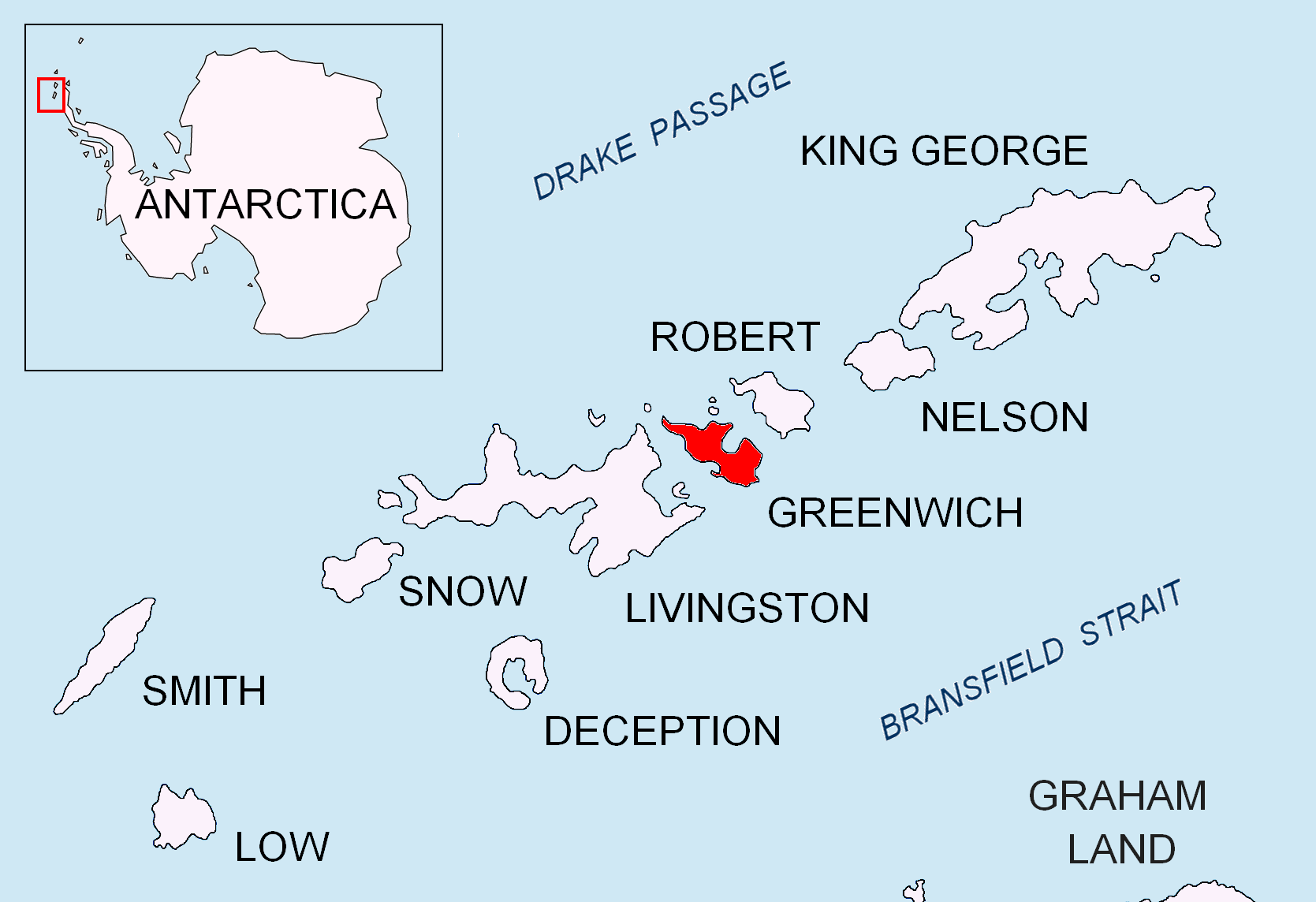

拉茲格勒峰是南極洲的山峰，位於南设得兰群岛的格林尼治島，處於泰爾泰爾峰東南面0.74公里、莫姆奇爾峰西南面1.7公里和維斯基亞爾嶺以西2.7公里，海拔高度550米。

## 外部連結
- SCAR Composite Gazetteer of Antarctica（页面存档备份，存于）.